# Сідар-Гроув (Нью-Мексико)
Сідар-Гроув (англ. Cedar Grove) — переписна місцевість (CDP) в США, в окрузі Санта-Фе штату Нью-Мексико. Населення — 549 осіб (2020).

## Географія
Сідар-Гроув розташований за координатами 35°9′49″ пн. ш. 106°9′41″ зх. д. / 35.16361° пн. ш. 106.16139° зх. д. (35.163511, -106.161257).  За даними Бюро перепису населення США в 2010 році переписна місцевість мала площу 46,74 км², з яких 46,70 км² — суходіл та 0,04 км² — водойми.

## Демографія
Згідно з переписом 2010 року, у переписній місцевості мешкало 747 осіб у 302 домогосподарствах у складі 219 родин. Густота населення становила 16 осіб/км².  Було 329 помешкань (7/км²).
Расовий склад населення:
| - 92,2 % — білих - 1,2 % — азіатів - 0,8 % — чорних або афроамериканців - 0,5 % — корінних американців - 1,9 % — осіб інших рас |

До двох чи більше рас належало 3,3 %. Частка іспаномовних становила 14,2 % від усіх жителів.
За віковим діапазоном населення розподілялося таким чином: 20,5 % — особи молодші 18 років, 64,9 % — особи у віці 18—64 років, 14,6 % — особи у віці 65 років та старші. Медіана віку мешканця становила 48,8 року. На 100 осіб жіночої статі у переписній місцевості припадало 91,0 чоловіків;  на 100 жінок у віці від 18 років та старших — 94,8 чоловіків також старших 18 років.
Середній дохід на одне домашнє господарство  становив 70 978 доларів США (медіана — 76 214), а середній дохід на одну сім'ю — 73 506 доларів (медіана — 76 383). За межею бідності перебувало 2,7 % осіб, у тому числі 0,0 % дітей у віці до 18 років та 0,0 % осіб у віці 65 років та старших.
Цивільне працевлаштоване населення становило 315 осіб. Основні галузі зайнятості: публічна адміністрація — 36,2 %, освіта, охорона здоров'я та соціальна допомога — 20,6 %, мистецтво, розваги та відпочинок — 12,7 %, транспорт — 7,0 %.